# Ken Murray

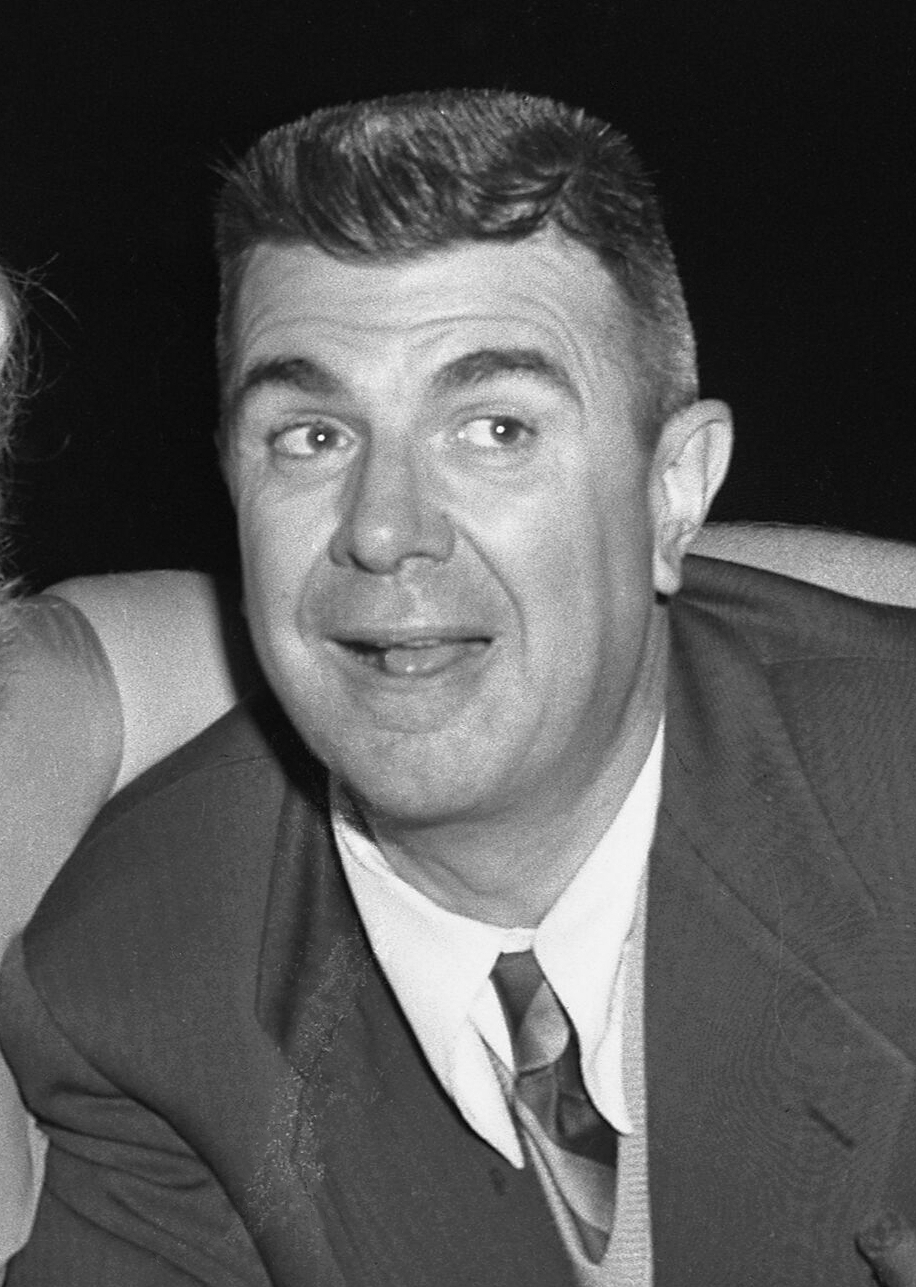
Ken Murray (1952)

Ken Murray (eigentlich Kenneth Doncourt; * 14. Juli 1903 in New York City; † 12. Oktober 1988 in Burbank, Kalifornien) war ein US-amerikanischer Entertainer, Schauspieler und Buchautor.

## Leben und Karriere
Murray wurde als 1903 als Kenneth Doncourt geboren. Murray gab in seiner Autobiographie Life on a Pogo Stick an, er habe seinen Namen später geändert, um seine Karriere ohne Einfluss durch die Berühmtheit seines Vaters machen zu können, der in New York ein bekannter Vaudeville-Künstler war. Murray lernte autodidaktisch und war in den letzten Jahren des Vaudeville selbst als Entertainer erfolgreich.
Zunächst fing er hobbymäßig an Filme zu drehen, nachdem er sich eine 16-mm-Home-Movie-Kamera zugelegt hatte. Als er in Hollywood zunehmend bekannter wurde, drehte er Home-Movies mit berühmten Filmstars. Ab Mitte der 1930er Jahre nutzte Columbia Pictures seine Aufnahmen für die Serie Screen Snapshots, und auch heute noch finden die Bilder Verwendung in Dokumentarfilmen und Retrospektiven.
Ab 1942 wurde Murray mit seiner Bühnenshow Blackouts, die im El Capitan Theatre in der Vine Street in Hollywood lief, immer bekannter. Die Show war eine wilde Mischung aus Humor, Musik und gutgebauten jungen Starlets. Zur Zeit des Zweiten Weltkriegs war es eine der angesagtesten Shows. Murray erhielt 1947 einen Special Academy Award für „novel and entertaining use of the medium“. Von 1945 bis 1957 moderierte er die Radiosendung Queen for a Day. Von 1950 an war Murray Gastgeber der Fernsehshow The Ken Murray Show, die bis 1953 lief. Er arbeitete in den 1950er Jahren auch in einigen Shows in Las Vegas und schaffte es daneben noch, als Schauspieler einige Film- und Fernsehrollen zu spielen. Seinen bekanntesten Filmauftritt hatte er 1962 in der Rolle des Doc Willoughby im Film Der Mann, der Liberty Valance erschoß.
1960 erschien seine Autobiographie Life on a Pogo Stick. Im Jahr 1979 wurden in der Anthologie Ken Murray’s Shooting Stars viele seiner Home-Movies neu herausgebracht. Murray war dreimal verheiratet und Vater von drei Kindern. Er starb am 12. Oktober 1988 im Alter von 85 Jahren in Burbank, Kalifornien. Für sein Wirken im Radiogeschäft wurde Murray mit einem Stern auf dem Hollywood Walk of Fame geehrt.

## Filmografie
- 1929: Half Marriage
- 1932: Ladies of the Jury
- 1933: A Preferred List (Kurzfilm)
- 1933: Disgraced
- 1937: Täglich ausverkauft! (You’re a Sweetheart)
- 1948: Bill and Coo
- 1949: Rotes Licht (Red Light)
- 1962: Der Mann, der Liberty Valance erschoß (The Man Who Shot Liberty Valance)
- 1962: Der Pauker kann’s nicht lassen (Son of Flubber)
- 1965: Solo für O.N.K.E.L. (The Man from U.N.C.L.E.; Fernsehserie, eine Folge)
- 1966: Vierzig Draufgänger (Follow Me, Boys!)
- 1968: Die sechs Verdächtigen (The Power)
- 1976: Won Ton Ton – der Hund, der Hollywood rettete (Won Ton Ton: The Dog Who Saved Hollywood)

## Filmkompilationen
- 1948: Bill and Coo
- 1963: Hollywood Without Makeup
- 1965: Hollywood, My Home Town
- 1979: Ken Murray’s Shooting Stars

## Bücher
- Foolin’ around (1932)
- Ken Murray’s “Blackouts of 1943” (1943)
- Ken Murray’s “Blackouts of 1947” (1947)
- Hellions’ Hole (1953)
- Hellion’s Hole / Feud In Piney Flats (1953)
- Ken Murray’s Giant Joke Book (1954)
- Life on a Pogo Stick: Autobiography of a Comedian (1960)
- The Golden Days of San Simeon (1971)
- The Body Merchant: The Story of Earl Carroll (1976)